# Marc Rath
 Marc Rath (nacido el 5 de diciembre de 1990) es un tenista profesional de Austria.

## Carrera
Su mejor ranking individual es el Nº 305 alcanzado el 14 de abril de 2014, mientras que en dobles logró la posición 479 el 24 de febrero de 2014.
No ha logrado hasta el momento títulos de la categoría ATP ni de la ATP Challenger Tour, aunque sí ha obtenido varios títulos Futures tanto en individuales como en dobles.